# Kazuhiro Sasaki
Kazuhiro "Daimajin" Sasaki (佐々木 主浩 Sasaki Kazuhiro?, nacido el 22 de febrero de 1968) es un exlanzador japonés de béisbol profesional que jugó en las Grandes Ligas con los Seattle Mariners (2000–2003) y en la Liga Japonesa de Béisbol Profesional con los Yokohama Taiyo Whales / Yokohama BayStars (1990–1999; 2004–2005).

## Carrera profesional

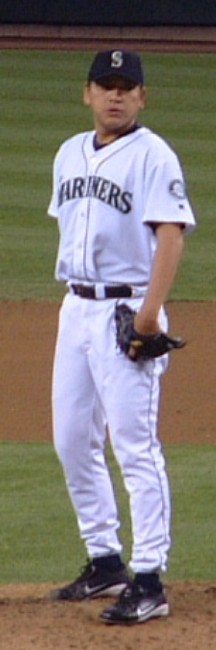
Sasaki en mayo de 2002.

Después de jugar béisbol universitario para la Universidad Tohoku Fukushi, Sasaki fue seleccionado en el séptimo puesto de la primera ronda del draft de 1989 por los Yokohama Taiyō Whales (ahora llamados Yokohama DeNA BayStars) de la Liga Central de Japón. Jugó para ellos desde 1990-1999, antes de unirse a los Marineros de Seattle en 2000, equipo que tenía uno de los peores cuerpos de relevistas de las Grandes Ligas, llegando a ganar el puesto de cerrador durante su año de novato ante el veterano José Mesa. El lanzamiento de Sasaki, una devastadora bola rápida de dedos divididos que cae cuando llega al plato, fue apodado "The Fang" por los locutores de radio de los Marineros. Lo complementó con una bola rápida de cuatro costuras que llegó a superar las 90 millas por hora. Sasaki mantuvo un riguroso programa de lanzamiento, a veces en desacuerdo con la gerencia del club, que lo vio lanzar hasta 100 lanzamientos después de juegos en los que no apareció.
La transición de Sasaki al béisbol estadounidense comenzó con su nombramiento como Novato del Año de la Liga Americana. Durante tres años, junto con Jeff Nelson y Arthur Rhodes, Sasaki fue un miembro integral del cuerpo de relevistas de Seattle. Decidió dejar a los Marineros antes del último año de su contrato en 2004, renunciando a $8.5 millones, citando su deseo de estar con su familia en Japón. De acuerdo con el Seattle Post-Intelligencer, sin embargo, la verdadera razón de Sasaki para regresar a Japón fue la presión de los dueños del equipo, debido a su "indiscreto flirteo".
Sasaki reanudó su carrera con los BayStars al regresar a Japón, donde lanzó por un año más. Pero en su segundo año de regreso, las persistentes lesiones en la rodilla y el codo dieron como resultado su liberación del equipo de Yokohama y su posterior retiro. Su última aparición oficial fue un cameo contra los Yomiuri Giants el 9 de agosto de 2005, cuando ponchó a su amigo y rival Kazuhiro Kiyohara en un juego jugado en Fullcast Stadium Miyagi en su ciudad natal.
Además de su premio de Novato del Año, Sasaki estableció varios récords del béisbol profesional japonés, incluyendo salvamentoss (45) y oportunidades de salvar (46) para una sola temporada en 1998; fue seleccionado dos veces para jugar en el Juego de Estrellas de Grandes Ligas, y fue seleccionado para ocho equipos All-Star en Japón. Los 37 salvamentos de Sasaki en su temporada de novato con los Marineros de Seattle siguieron siendo un récord de Grandes Ligas para un jugador en su primer año, hasta que Neftalí Feliz lo rompió en 2010 con 40 salvamentos.

## Vida personal
En 1991, Sasaki contrajo matrimonio con la excantante idol Kaori Shimizu, con quien tuvo dos hijos. Después de regresar a Japón en 2005, Sasaki continuó su romance con la actriz Kanako Enomoto, quien era trece años menor que él. Cuando Enomoto quedó embarazada, Shimizu se divorció de Sasaki el 18 de marzo de 2005. Su primer hijo con Enomoto nació prematuramente el 29 de abril de 2005.